# Welcome to Hell
Welcome to Hell er debutalbummet fra det britiske speed/black/NWOBHM-band Venom. Det blev udgivet i 1981, og gjorde bandet kendt for deres sataniske og okkulte billedsprog og tekster. Black metal-bandet Mayhem er opkaldt efter sangen "Mayhem With Mercy".

## Spor
1. "Sons of Satan" – 03:38
2. "Welcome to Hell" – 03:15
3. "Schizoid" – 03:34
4. "Mayhem With Mercy" – 00:58
5. "Poison" – 04:33
6. "Live Like an Angel (Die Like a Devil)" – 03:59
7. "Witching Hour" – 03:40
8. "One Thousand Days in Sodom" – 04:36
9. "Angel Dust" – 02:43
10. "In League With Satan" – 03:35
11. "Red Light Fever" – 05:14

## Fodnoter
1. ↑  Moonfrost.net: Mayhem. Taget fra Archive.org